# Prades-Salars

Prades-Salars este o comună în departamentul Aveyron din sudul Franței. În 1 ianuarie 2022 avea o populație de 315 de locuitori.